# اوضاع اداری سلجوقیان
دولت سلجوقی از جمله دولتهایی بود که نظام اداری بسیار منظم و قانونمدی داشت. در واقع قدرت امپراتوری سلجوقی از نظام اداری آن سرچشمه می‌گرفت که مانند یک اسکلت آن را محکم و استوار نگاه می‌داشت و بی شک بدون قدرت دیوانسالاران ایرانی سلجوقیان ترکمن از پس اداره چنین سیستم عظیمی برنمی‌آمدند. به همین دلیل دوران سلجوقی به عنوان عصر طلایی دیوان داری در ایران بعد از اسلام شناخته می‌شود.
با سقوط دولت سامانی در خراسان، دیوانسالاران و نخبگان ایرانی بازمانده، ضمن حفظ ارزش‌ها و فرهنگ‌های قومی و ملی خود به خدمت ترکان غزنوی و سلجوقی درآمده و سلجوقیان نیز از تجربیات آن‌ها در عرصه دیوانسالاری بهره بردند. لذا ساختار اداری ایران در عصر سلجوقی را می‌توان تداوم ساختارهای دیوانسالاری غزنوی و سامانی، در پوشش یک امپراتوری و با اندکی تغییر جزئیات دانست.

## دیوان وزارت
وزارت منصبی مهم و اساسی و تقریباً هم پایه با نخست وزیر امروزی بود.اکثر وزرای عصر سلجوقی در دستگاه سامانی یا غزنوی مشغول به فعالیت بودند که با سقوط این سلسله‌ها به سلاجقه پیوستند. چنان‌که چهار وزیر نخست این سلسله در دوره طغرل بک یعنی ابوالفتح رازی، حسین بن علی بن میکاییل، ابومحمد دهستانی و عمروک رباطی، متصدیان سابق دولت غزنوی و سامانی بوده‌اند.
وزیر در رأس همه دیوان‌ها قرار داشت و تمامی دیوان‌ها و رییسانشان زیر نظر او به فعالیت می‌پرداختند و به همین دلیل به دیوان وزارت، دیوان اعلا نیز می‌گفتند. وزیر بعد از سلطان عالیترین مقام رسمی کشور بود.

### وظایف وزیر
1. وظایف مالی: حفظ اوضاع مساعد مالی و ذخیره پول در موارد اضطراری
2. وظایف نظامی: گمارش و به‌کارگیری قشون
3. وظایف قضایی: دعاوی و اختلافاتی که قابل رسیدگی در محاکم شرعی نبود توسط وزیر بررسی می‌شد. همچنین گمارش مأمورین قضایی نیز در حیطه وظایف وزیر بود
4. وظایف مذهبی: تأسیس مساجد و اماکن مذهبی و تشویق و مراقبت از فرقه‌های متمایل به اهل سنت و تصوف
5. امور تشریفات: حضور به عنوان نماینده سلطان در نزد خلیفه و ایام تشریفات[۴]

## دیوان استیفا
این دیوان بر امور مالی، حسابداری و دخل و خرج امپراتوری نظارت داشت و علاوه بر آن مالیات و عواید را نیز از مردم جمع‌آوری می‌کرد دیوان استیفا از نظر ارزش بعد از دیوان وزارت قرار داشت. مأموران دیوان استیفا در هر منطقه را مستوفی می‌خواندند و وظیفه آنان رسیدگی به امور مالی و محاسبه دخل و خرج یک منطقه بود. رئیس و مسئول دیوان استیفا مستوفی کل نام داشت.

### اقطاع
یکی از خصایص مهم نظام دیوانی سلجوقیان واگذاری اقطاع بود که در زیر مجموعه وظایف دیوان استیفا قرار داشت. اقطاع زمین‌های خاصه سلطان بود که به سپهسالاران و سپاهیان و کارگزاران دولت اجاره داده می‌شد. اقطاع داران تنها دریافت مالیات ولایت و گاهی برخی اختیارات محدود دیگر را داشتند که مقدار معینی از آن به خزانه سلطان پرداخت می‌شد و این سلطان بود که اداره مناطق را بر عهده داشت. واگذاری اقطاع در دوره سلجوقی بیشتر به منظور تأمین بودجه خزانه خالی حکومت صورت می‌گرفت.
انواع اقطاع بر این قرار بود:
۱. اقطاع دیوانی: زمین‌هایی که به امرا واگذار می‌شد
۲.اقطاع لشکری:اقطاعاتی که به سپاهیان واگذار می‌شد.
۳.اقطاع شخصی:اقطاعاتی که به صورت ارثی از پدر به پسر می‌رسید و اجاره‌ای بابت آن گرفته نمی‌شد.
اقطاع در دوران سلاجقه توسعه وسیعی یافت و اوج تلاش‌ها برای پیشرفت نظام اقطاع داری در دوران خواجه نظام الملک وزیر جلال الدین ملکشاه سلجوقی صورت گرفت. از دید خواجه نظام الملک: «مقطعان که اقطاع دارند باید بدانند که ایشان را بر رعایا جز آن نیست که مال حق که بدیشان حوالت کرده‌اند از ایشان بستانند بر وجهی نیکو و چون آن بستدند آن رعایا بتن و مال و زن و فرزند و ضیاع و اسباب از ایشان ایمن باشند و مقطعان را برایشان سبیلی نبود.»

## دیوان طغرا، انشا و رسایل
کار اصلی دیوان طغرا عبارت از کشیدن خط قوسی بر روی نامه‌ها و فرمان‌ها مابین علامت سلطان و بسم الله بود. کشیدن خط قوس بر روی فرمان‌ها به مانند مهر تٲیید سلطان بر اجرای یک فرمان محسوب می‌شد که به مسئول کشیدن این خط قوسطغرایی گفته می‌شد.
بخش دوم دیوان طغرا، دیوان رسایل و انشا بود که بر امور نامه نگاری و مکاتبات کلی امپراتوری نظارت داشت. این دیوان متشکل از تعداد زیادی از منشیان و کاتبان از ولایات مختلف بود که زیر نظر رئیس دیوان رسایل و انشا (نام دیگر طغرایی) فعالیت می‌کردند. رئیس دیوان رسایل علاوه بر نظارت بر فعالیت منشیان و کاتبان، در نبود وزیر نیابت صدارت را نیز بر عهده داشت.
| نام اصطلاح | معنا                                              |
| ---------- | ------------------------------------------------- |
| منشور      | نامه دیوانی سرگشاده                               |
| توقیع      | امضا و مهر سلطان در زیر نامه (با طغرا متفاوت است) |
| رقعه       | نامه کوتاه                                        |
| قصه        | نامه‌ای که به سلطان یا امرا نگاشته می‌شد            |
| بیاض       | پاک‌نویس متن                                       |
| سواد       | پیش‌نویس متن                                       |
| سلطانیات   | مکاتبات رسمی حکومتی                               |
| گشادنامه   | منشوری که مأموریت افراد در آن مشخص شده بود        |
| ملطفه      | نامه‌ای کوچک و مختصر از مطالب مهم بود              |

## دیوان اشراف
دیوان اشراف مکمل کار دیوان استیفا و اگر کار دیوان استیفا را جمع‌آوری مالیات و محاسبه آن‌ها بدانیم، کار دیوان اشراف نظارت بر گزارش‌های مالی، محاسبات و به‌طور کلی بازرسی مالی بود.
دیوان اشراف همانند دیوان استیفا مٲمورانی داشت که به آن‌ها مشرف می‌گفتند و زیر دست رئیس دیوان اشراف که به وی مشرف کل می‌گفتند به فعالیت می‌پرداختند. وظیفه مشرفان بازرسی مالی ولایات بود.

## دیوان عرض
1. دیوان عرض از نظر ارزش، پست‌ترین دیوان دولت سلجوقیان بود که بر امور سپاهیان امپراتوری نظارت داشت. رئیس دیوان عرض را با عنوان عارض لشکر می‌شناختند و وظیفه وی حضور و غیاب کردن سربازان و تنظیم مواجب و جیره غذایی آنان بود.

## دیوان مظالم
وظیفه دیوان مظالم رسیدگی به امور قضایی کشور و برقراری عدالت بود و خدمتگذاران آن قاضیان بودند. رئیس تشکیلات دیوان مظالم با عنوان قاضی جمله ممالک در پایتخت امپراتوری سلجوقی یعنی اصفهان توسط شخص سلطان انتخاب می‌شد.

## دیوان برید
وظیفه این دیوان همانطور که از اسمش پیداست رساندن نامه‌ها، اخبار و همچنین جاسوسی بوده‌است. رئیس دیوان برید همچون دیوان استیفا و دیوان اشراف مٲمورانی را به ولایات مختلف ارسال می‌داشت که معمولاً توسط وزیر انتخاب می‌شدند و این افراد چه به عنوان پیک و نامه‌رسان دولتی و چه به عنوان یک جاسوس به وظایف خود عمل می‌کردند.

## ضعف‌های ساختار اداری حکومت سلجوقی
گرچه دیوانسالاری نظام مند دولت سلجوقی در تلاش برای ایجاد ساختار متمرکز فعالیت می‌کرد، گرایش‌های ایدئولوژی رهبری ترک‌ها مبنی بر تقسیم رهبری قبیله بین افراد خاندان، رقابت شدید دیوانسالاران در کسب قدرت و همچنین انتقال مداوم پایتخت به دلیل روحیه کوچنشینی ییلاقی قشلاقی بازمانده از دوران قبیله‌ای سلاطین سلجوقی و در پی آن انتقال تشکیلات اداری، عدم تمرکز در تشکیلات کشوری و تقسیم این امپراتوری به امیرنشین‌ها و زیرشاخه‌های مستقل متفاوت از جمله سلاجقه روم، سلاجقه کرمان و سلاجقه شام را به دنبال آورد. همچنین مشخص نبودن حدود و دامنه وظایف در هر منصب اداری و جاه طلبی مأموران دولت، نزاع بین قسمت نظامی و قسمت دیوانی امپراتوری را سبب می‌شد.